# Sůl nad zlato
Sůl nad zlato (něm. Der Salzprinz, angl. Salt More Than Gold) je pohádka ze sbírky Boženy Němcové, která dává ponaučení, že zatímco bez zlata a drahých kamenů člověk žít může, tak sůl je pro život a zdraví nezbytná. Jedná se o morální ponaučení, které říká, že mnoho prostých a všedních věcí je pro život mnohem důležitějších než sebelepší šperk a drahá ozdoba.
Němcová pohádku získala v obci Sliač. Jiná slovenská verze této pohádky Soľ nad zlato pochází od Pavola Dobšinského.
Bratři Grimmové roku 1810 napsali pohádku Prinzessin Mäusehaut, kde se v myším kožíšku ukrývá nejmladší dcera se zlatými vlasy (Princezna se zlatou hvězdou ve verzi Němcové), která ohodnotí lásku ke králi cenou soli.

## Filmová zpracování
- 1954 – filmová pohádka Byl jednou jeden král… režiséra Bořivoje Zemana s Janem Werichem, Vlastou Burianem a Milenou Dvorskou v hlavní roli
- 1982 – film Sůl nad zlato režisér Martin Hollý, v hlavních rolích se představili Libuše Šafránková jako princezna Maruška a solný princ Gábor Nagy